# Toulgoetodes
Toulgoetodes is een geslacht van vlinders van de familie grasmotten (Crambidae).

## Soorten
- T. boudinoti Leraut, 1988
- T. pallida Leraut, 1988
- T. toulgoeti Leraut, 1988